# Joachim B. Schmidt
Joachim Beat Schmidt (* 1981 Thusis, Graubünden) je spisovatel a novinář švýcarského původu, který žije trvale na Islandu. Je známý jako autor kriminálních románů.

## Život a dílo
Vyrůstal jako syn farmáře v Heinzenbergu, od roku 2007 žije a pracuje v Reykjavíku. Na Islandu získal občanství. Vykonával různá dělnická zaměstnání, v současné době je kromě psaní románů činný jako novinář a průvodce po ostrově.
V roce 2010 vyhrál s povídkou Stoffel wartet spisovatelskou soutěž. V roce 2013 vyšel jeho román In Küstennähe, o rok později román Am Tisch sitzt ein Soldat, v roce 2017 třetí román Moosflüstern. Jeho nejúspěšnější román Kalmann vyšel v roce 2020, v roce 2021 obdržel za román cenu Crime Cologne. Kniha byla přeložena do slovenštiny v roce 2021 a do češtiny ji v roce 2023 přeložila Marta Eich. V roce 2022 vyšel román Tell, který byl téhož roku vyhlášen za oblíbenou knihu v německy mluvícím švýcarském knižním obchodu, a v roce 2023 získala kniha Bündner Literaturpreis.
V roce 2023 byl auotr hostem festivalu Svět knihy.